# Sint-Laurentiuskerk (Kekerdom)
De Sint-Laurentiuskerk is een rooms-katholieke kerk in Kekerdom.
De Rooms Katholieke kerk van de H. Laurentius is een eenbeukig gebouw uit de 14e eeuw, overwelfd door kruisribgewelven waarvan de kapitelen rusten op korte schalkstukken. De kerk en de tegen de zuidzijde gebouwde, eveneens 14e-eeuwse, sacristie zijn in 1835-1840 met een boogfries verhoogd, waarna in 1872 een neogotische toren verrees ter plaatse van een vorige uit 1837. Het koor is in 1872 met oude steen opgetrokken in gotische stijl.
De kerk bezit onder meer een preekstoel, twee koperen kaarsenkroontjes uit de 17e eeuw en een gotische koperen kandelaar. Op een orgelgalerij uit het eerste kwart van de 19e eeuw bevindt zich een orgel met hoofdwerk en onderpositief, in 1865 gemaakt door F.C. Smits. In 1982 is het orgel gerestaureerd. Het mechanisch torenuurwerk, gemaakt in 1922 in Amsterdam, is later voorzien van elektrische opwinding.
Sedert 2015 heeft de kerk de status van kapelfunctie.